# Jean Driscoll
Jean Driscoll (* 18. November 1966 in Milwaukee, Wisconsin) ist eine ehemalige US-amerikanische Rollstuhlsportlerin im Behindertensport. Sie gewann achtmal den Boston Marathon und zwölf Medaillen bei vier Paralympischen Spielen, darunter fünfmal Gold.

## Leben
Sie hatte von Geburt an Spina bifida, begann den Rollstuhl während der Highschool in Milwaukee zu benutzen. Sie bekam ein Leistungssportstipendium für Rollstuhlbasketball der University of Illinois at Urbana-Champaign, wo sie auch mit Leichtathletik für  Menschen mit Behinderung begann. Sie nahm 1988 an ihren ersten  Paralympischen Spielen und gewann 4 Medaillen im  Sprint und Staffel. 1989 ließ sie sich von ihrer Trainerin Marty Morse überreden erst ein 12 km Rennen und nach erfolgreichem Abschneiden den Chicago-Marathon 1989 mitzufahren. Hier qualifizierte sie sich für den Boston Marathon 1990. Hier begann ihre Profikarriere. Sie gewann siebenmal Boston hintereinander und 2000 zum 8. Mal. 1991 und 1994 verbesserte sie zudem den Weltrekord mit 1:42:42. Sie gewann weitere Medaillen bei den Paralympischen Spielen 1992, 1996 und 2000. 2012 wurde sie von der Lincoln Academy of Illinois mit dem Order of Lincoln Award, dem höchsten Verdienstorden des Staates Illinois ausgezeichnet. Nach dem Ende ihrer sportlichen Laufbahn arbeitet sie als Motivations- und PR-Rednerin für Einrichtungen, die sich als besonders behindertengerecht präsentieren wollen.